# Słodka wolność
Słodka wolność – amerykańska komedia z 1986 roku.

## Opis fabuły
Michael Burgess – amerykański pisarz – wydał naukową książkę o rewolucji amerykańskiej. Postanawia sprzedać prawa do ekranizacji. Wkrótce pojawia się ekipa filmowa, która wywołuje zamieszanie. Aktorzy chcą zmienić swoje postacie, reżyser zakochuje się w aktorce grającej główną rolę. Jakby tego było mało, Michael musi opiekować się matką, która widzi w kuchni diabła.

## Obsada
- Alan Alda – Michael Burgess
- Michael Caine – Elliott James
- Michelle Pfeiffer – Faith Healy
- Bob Hoskins – Stanley Gould
- Lise Hilboldt – Gretchen Carlsen
- Lillian Gish – Cecelia Burgess
- Saul Rubinek – Bo Hodges
- Lois Chiles – Leslie
- Linda Thorson – Grace James